# Osher Günsberg
Osher Günsberg (nacido como Andrew Jonas Günsberg), conocido por su antiguo nombre artístico Andrew G, es un presentador de radio y televisión y periodista británico-australiano. Es el presentador de las series de telerrealidad The Bachelor Australia, The Bachelorette Australia y Bachelor in Paradise Australia. También es narrador de la serie de televisión Bondi Rescue y presentador del concurso musical The Masked Singer Australia.

## Primeros años
Günsberg nació en Londres (Inglaterra), de padre checo-judío y madre lituana. Günsberg se trasladó a Australia cuando tenía cuatro meses. Creció en Brisbane, donde se interesó por la música y aprendió a leer y escribir partituras, así como a tocar varios instrumentos. Más tarde trabajó como roadie, antes de actuar en varias bandas de Brisbane.